# Kim cang gai
Kim cang gai hay cậm cang gai, kim cang hiên ngang, kim cang bao phấn to (danh pháp: Smilax ferox) là một loài thực vật có hoa trong họ Smilacaceae. Loài này được Wall. ex Kunth miêu tả khoa học đầu tiên năm 1850.